# ガーンジー語
ガーンジー語（ガーンジー語: Dgèrnésiais, フランス語: Guernésiais フランス語発音: [ɡɛʁnezjɛ]）は、インド・ヨーロッパ語族西ロマンス語オイル語のノルマン・フランス語に属す言語である。ガーンジー・ノルマン・フランス語（英語: Guernsey Norman French）、ガーンジー・フランス語（英語: Guernsey French）ともいう。英仏海峡のチャンネル諸島のガーンジーで話されている。
ガーンジー語は近隣の島のジャージーのジャージー語や大陸のノルマンディー地方のノルマン・フランス語に属する言語とも相互に意思疎通が可能である。また、最も近い言語はノルマンディー地方のコタンタン半島で話されているノルマン・フランス語に属するコタンタン語で、中でもラ・アーグの方言である。
ガーンジー語はジャージー語よりもフランス語の影響が小さいが、その代わり英語の影響がかなり大きく、新語として入ってくる多くの現代用語は自転車を"le bike"、ガスオーブンを"le gas-cooker"のように英語からの借用語である。